# Cordula Nolte
Cordula Nolte (* 27. April 1958 in Paderborn) ist eine deutsche Historikerin und Mediävistin.

## Wissenschaftliche Laufbahn
Cordula Nolte studierte von 1977 bis 1985 an der Westfälischen Wilhelms-Universität Münster, der Universität Hamburg und an der Freien Universität Berlin die Fächer Geschichte, Germanistik und zeitweise Kunstgeschichte. Daraufhin war sie bis 1989 wissenschaftliche Mitarbeiterin an der Freien Universität Berlin. 1993 wurde sie an der Freien Universität Berlin mit der Arbeit Conversio und Christianitas – Frauen in der Christianisierung vom 5. bis 8. Jahrhundert promoviert.
Bis 2000 hatte Nolte die Position einer wissenschaftlichen Assistentin an der Ernst-Moritz-Arndt Universität in Greifswald inne. Im Anschluss erhielt sie ein Stipendium im Rahmen der Bund-Länder-Vereinbarung zur Förderung der Weiterentwicklung von Hochschule und Wissenschaft. Sie wurde 2002 in Greifswald habilitiert (Thema der Habilitationsschrift: Familie, Hof und Herrschaft. Das verwandtschaftliche Beziehungs- und Kommunikationsnetz der Reichsfürsten am Beispiel der Markgrafen von Brandenburg-Ansbach (1440–1530)).
Im Jahr darauf war sie Gastprofessorin an der Universität des Saarlandes. Seit 2004 ist Nolte Professorin für die Geschichte des Mittelalters an der Universität Bremen. Hier erhielt sie 2011 den Berninghausenpreis für hervorragende Lehre.
Seit 2007 leitet sie an der Universität Bremen das Forschungsprojekt Homo debilis. Dis/ability der Vormoderne, das mit den Fragestellungen der Disability Studies den Umgang mit Behinderung, bzw. Beeinträchtigung in der Vormoderne untersucht. In verschiedenen Formaten wurde das Projekt zusammen mit der Bremer Landesarchäologin Uta Halle und der mediävistischen Literaturwissenschaftlerin Sonja Kerth von der Deutschen Forschungsgemeinschaft und seit 2013 im Rahmen der Exzellenzinitiative als Creative Unit gefördert. Seit Dezember 2013 gehört diese auch zu den Study Groups des Hanse-Wissenschaftskollegs.

## Veröffentlichungen (Auswahl)
- als Herausgeberin: Dis/ability history goes public – Praktiken und Perspektiven der Wissensvermittlung. transcript, Bielefeld 2020.
- als Herausgeberin mit anderen: Dis/abiliy History der Vormoderne. Ein Handbuch. Didymos, Affalterbach 2017.
- als Herausgeberin: Disability History der Vormoderne – Umrisse eines Forschungsprogramms, Didymos, Affalterbach 2013.
- Frauen und Männer in der Gesellschaft des Mittelalters, Wissenschaftliche Buchgesellschaft, Darmstadt 2011.
- als Herausgeberin: Homo debilis. Behinderte – Kranke – Versehrte in der Gesellschaft des Mittelalters (= Studien und Texte zur Geistes- und Sozialgeschichte des Mittelalters. Band 3), Didymos, Korb 2009.[1]
- Familie, Hof und Herrschaft. Das verwandtschaftliche Beziehungs- und Kommunikationsnetz der Reichsfürsten am Beispiel der Markgrafen von Brandenburg-Ansbach (1440–1530), Thorbecke, Ostfildern 2005 (Digitalisat).
- Schriftlichkeit und Mündlichkeit. In: Höfe und Residenzen im spätmittelalterlichen Reich. Hof und Schrift (= Residenzenforschung. Band 15.III), hrsg. von Werner Paravicini, bearbeitet von Jan Hirschbiegel und Jörg Wettlaufer, Thorbecke, Ostfildern 2007, S. 11–35.
- Devotio christiana im ländlichen Gallien des 6. Jahrhunderts – die Perspektive des Bischofs Gregor von Tours. In: Brigitte Kasten (Hrsg.): Tätigkeitsfelder und Erfahrungshorizonte des ländlichen Menschen in der frühmittelalterlichen Grundherrschaft (bis ca. 1000). Festschrift für Dieter Hägermann zum 65. Geburtstag, Steiner, Stuttgart 2006, S. 199–216.
- Der kranke Fürst. Vergleichende Beobachtungen zu Dynastie- und Herrschaftskrisen um 1500, ausgehend von den Landgrafen von Hessen. In: Zeitschrift für Historische Forschung. Band 27, Heft 1, 2000, S. 1–36.
- Fürsten und Geschichte im Nordosten des spätmittelalterlichen Reiches. Zur literarischen Gestaltung der Jerusalemreise Herzog Bogislaws X. von Pommern. In: Chantal Grell, Werner Paravicini und Jürgen Voss (Hrsg.): Les princes et l’histoire. XIVe – XVIIIe siècle. Actes du colloque organisé par l’Université de Versailles-Saint-Quentin et l’Institut Historique Allemand (= Pariser Historische Studien. Band 47), Paris/Versailles 13.–16. März 1996, Bouvier, Bonn 1998, S. 151–169.